# 贾政
贾政，字存周，《红楼梦》人物，工部员外郎，贾母和贾代善的次子。
深受儒家思想熏陶，为人非常孝顺贾母，对子女的管教也十分严厉。儿子贾宝玉的一些“叛逆”思想和行为让他大为不满。曾誤信賈環謠傳稱金釧自殺是因為被賈寶玉強姦所致（雖然金釧的死確實和寶玉有關），為此抡起大板子打宝玉，随后还要用绳子来勒死，幸亏贾母及王夫人的拦阻，宝玉才未被勒死。

## 婚姻關係
- 王夫人：表面上溫和仁慈，實際上昏庸無能。生下長子賈珠、長女賈元春、次子賈寶玉。逼死了金釧、晴雯，逼得芳官、藕官、蕊官出家，攆出了四兒。

- 趙姨娘：小妾。個性卑劣自私、小頭銳面，生下個性與其完全相反的次女賈探春、以及與其行為和作風形似的三子賈環。

- 周姨娘：小妾。出場次數極少，謂曹雪芹的不寫之寫，但周姨娘年輕是一个相当美的美人，因沒有生育而不受重視，雖然妾室在家中的地位，不是看妾室能否生育，而是按其出身，良妾要比賤妾地位要高，貴妾又比良妾地位高，但因書中沒有交待周姨娘出身，只交待趙姨娘是賤妾出身，在母以子贵的年代，周姨娘的地位应该低于赵姨娘的。